# Jardinera
"Jardinera" é uma canção interpretada pela atriz e cantora Lucero. Foi lançada como uma das faixas do álbum de estúdio Un Lu*Jo em 22 de Maio de 2012 pela gravadora independente Skalona Records.

## Informações
"Jardinera", é a nona faixa de onze ao total que compõe o álbum e é a quarta e últma interpretada somente por Lucero. Como Un Lu*Jo foi um projeto que reuniu a artista com o cantor Joan Sebastian, algumas canções foram interpretadas em dupla e outras foram por cada um dos dois.

## Interpretações ao vivo
Lucero interpretou a canção durante uma apresentação em Monterrei em 20 de Outubro de 2012, que serviu como divulgação do álbum Un Lu*Jo.

## Versão20y20
Lucero regravou a canção para o seu álbum 20y20, em comemoração aos 40 anos de carreira da artista. Foi lançado como o quarto e último single do álbum em download digital e streaming em 21 de Agosto de 2020.

## Formato e duração
- Streaming

1. "Jardinera" – 3:22

- Download digital / streaming

1. "Jardinera (En Vivo / 20y20)" – 3:01

## Histórico de lançamentos
| País   | Data                 | Formatos                   | Versão | Gravadora                               |
| ------ | -------------------- | -------------------------- | ------ | --------------------------------------- |
| Vários | 21 de Agosto de 2020 | Download digital streaming | 20y20  | Fonovisa Records Universal Music Latino |